# Margarete-Tanner-Park
Der Margarete-Tanner-Park ist eine Grünanlage im Norden Nürnbergs. Er befindet sich zwischen Groland-, Uhland- und Kobergerstraße; schräg gegenüber der Uhlandschule.

## Benennung
Nach einer durch den dortigen SPD-Ortsverein initiierten Erneuerung der Grünfläche wurde von diesem angeregt, dieser einen Namen zu geben. Da sich daneben bis 1978 die sogenannte Blindenanstalt befand, sollte eine Person gewählt werden, die stellvertretend für diese Anstalt steht. Es wurde daher an deren Nachfolgeorganisation, die heutige Sehbehindertenschule in Langwasser, eine Anfrage bezüglich eines Namensvorschlags gerichtet. Diese schlug die Gründerin der Blindenanstalt Margarete Tanner vor. Daraufhin wurde vom SPD-Ortsverein der Antrag an den Stadtrat gestellt, den Park nach Margarete Tanner zu benennen. Nach Annahme des Antrags erfolgte die Benennung Anfang 2018.

## Bildergalerie

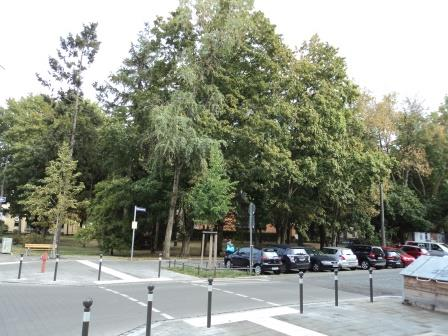
Blick aus Richtung Nordwest
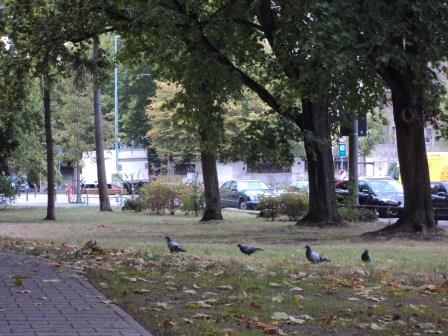
Ansicht im Park (im nordöstlichen Teil)
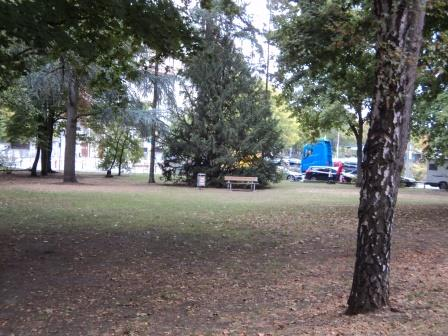
Ansicht im Park (Blickrichtung Norden)
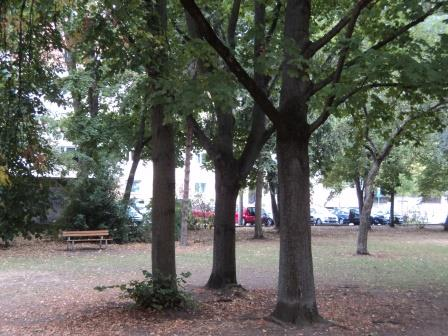
Ansicht im Park (im mittleren Bereich)
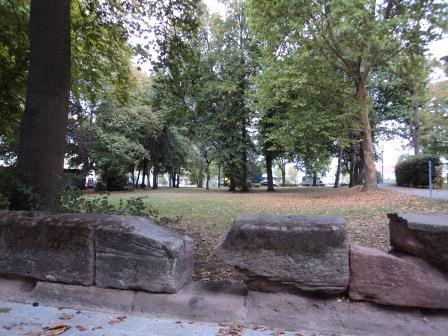
Blick aus Richtung Süden
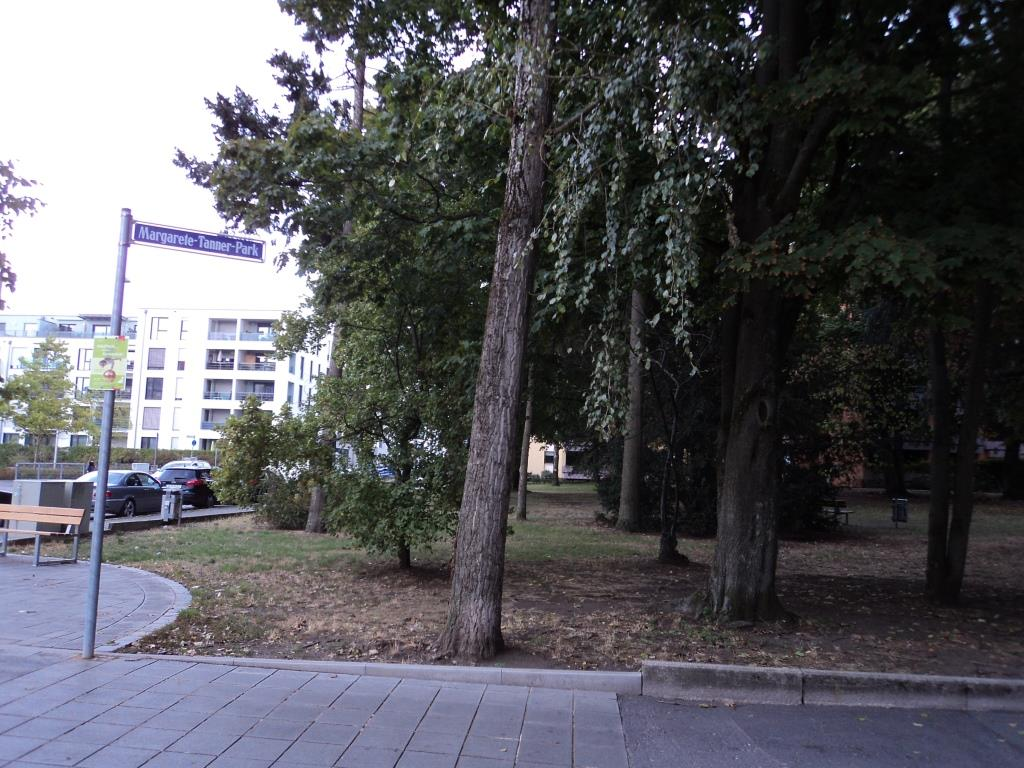
Nordwestliche Ecke des Parks